# Gran elipse

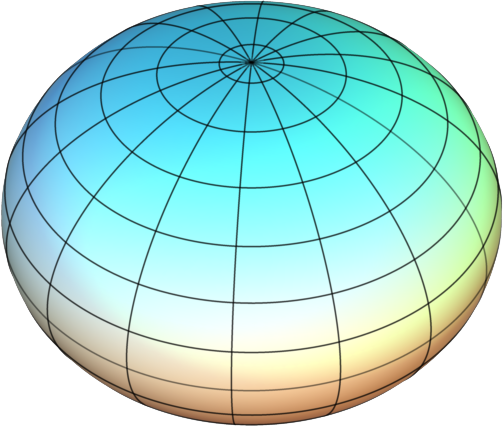
Esferoide

Una gran elipse es  aquella que pasa por dos puntos dados de un esferoide y que tiene el mismo centro que el propio esferoide. De manera equivalente, es una elipse en la superficie de un esferoide con sus centros coincidentes, o la curva formada al intersecar el esferoide por un plano que pasa por su centro.
Para los puntos que están separados por menos de aproximadamente un cuarto de la circunferencia de la Tierra, aproximadamente {\displaystyle 10\,000\,\mathrm {km} }, la longitud de la gran elipse que conecta los puntos es cercana (con una diferencia del orden de una parte en 500.000) a la distancia geodésica.
Por lo tanto, es habitual utilizar grandes elipses como rutas para la navegación marítima y aérea. En geodesia, una  gran elipse es un caso especial de una curva en sección de la Tierra.

## Introducción
Supóngase que el esferoide, un elipsoide de revolución, tiene un radio ecuatorial {\displaystyle a} y un semieje polar {\displaystyle b}. Se define el achatamiento {\displaystyle f=(a-b)/a}, la excentricidad {\displaystyle e={\sqrt {f(2-f)}}} y la segunda excentricidad {\displaystyle e'=e/(1-f)}. Considérense dos puntos: {\displaystyle A} con latitud (geográfica) {\displaystyle \phi _{1}} y longitud {\displaystyle \lambda _{1}} y {\displaystyle B} con latitud {\displaystyle \phi _{2}} y longitud {\displaystyle \lambda _{2}}. La gran elipse que conecta (de {\displaystyle A} a {\displaystyle B}) tiene longitud {\displaystyle s_{12}} y tiene acimutes {\displaystyle \alpha _{1}} y {\displaystyle \alpha _{2}} en los dos puntos extremos.
Hay varias formas de convertir un elipsoide en una esfera de radio {\displaystyle a} de tal manera que se convierta la gran elipse en un gran círculo, lo que permite utilizar los métodos de navegación ortodrómica:
- El elipsoide se puede elongar en una dirección paralela al eje de rotación. Este método asigna un punto de latitud {\displaystyle \phi } en el elipsoide a un punto en la esfera con latitud {\displaystyle \beta }, la latitud paramétrica.
- Un punto en el elipsoide puede asignarse radialmente a la esfera en la línea que lo conecta con el centro del elipsoide. Este método asigna un punto de latitud {\displaystyle \phi } en el elipsoide a un punto en la esfera con latitud {\displaystyle \theta }, la latitud geocéntrica.
- El elipsoide puede estirarse hasta convertirse en un elipsoide alargado con semieje polar {\displaystyle a^{2}/b} y luego asignarse radialmente a la esfera. Esto conserva la latitud, de manera que la latitud en la esfera es {\displaystyle \phi }, la latitud geográfica.

El último método proporciona una manera fácil de generar una sucesión de puntos de referencia en la gran elipse que conecta dos puntos conocidos {\displaystyle A} y {\displaystyle B}. Para ello, se determina el círculo máximo entre {\displaystyle (\phi _{1},\lambda _{1})} y {\displaystyle (\phi _{2},\lambda _{2})} y puntos de referencia en el gran círculo, que se asignan a puntos de referencia en la gran elipse correspondiente.

## Correspondencia entre una gran elipse y un gran círculo
Si se necesitan distancias y rumbos, lo más sencillo es utilizar el primero de los procedimientos. En detalle, la aplicación es la siguiente (esta descripción está tomada de):
- La latitud geográfica {\displaystyle \phi } en el elipsoide se traslada a la latitud paramétrica {\displaystyle \beta } en la esfera, donde {\displaystyle a\tan \beta =b\tan \phi .}
- La longitud {\displaystyle \lambda } no cambia.
- El acimut {\displaystyle \alpha } en el elipsoide se traslada a un acimut {\displaystyle \gamma } en la esfera, donde {\displaystyle {\begin{aligned}\tan \alpha &={\frac {\tan \gamma }{\sqrt {1-e^{2}\cos ^{2}\beta }}},\\\tan \gamma &={\frac {\tan \alpha }{\sqrt {1+e'^{2}\cos ^{2}\phi }}},\end{aligned}}}y los cuadrantes de {\displaystyle \alpha } y {\displaystyle \gamma } son los mismos.
- Las posiciones en el gran círculo de radio {\displaystyle a} están parametrizadas por la longitud de arco {\displaystyle \sigma } medida desde el cruce del ecuador hacia el norte. La gran elipse tiene semiejes {\displaystyle a} y {\displaystyle a{\sqrt {1-e^{2}\cos ^{2}\gamma _{0}}}}, donde {\displaystyle \gamma _{0}} es el acimut del círculo máximo en el cruce del ecuador hacia el norte, y {\displaystyle \sigma } es el ángulo paramétrico en la elipse.

En la solución de las geodésicas sobre un elipsoide se lleva a cabo una asignación similar a una esfera auxiliar. Las diferencias son que el acimut {\displaystyle \alpha } se conserva en la asignación, mientras que la longitud {\displaystyle \lambda } se asigna a una longitud esférica {\displaystyle \omega }. La elipse equivalente utilizada para los cálculos de distancia tiene semiejes {\displaystyle b{\sqrt {1+e'^{2}\cos ^{2}\alpha _{0}}}} y {\displaystyle b}).

## Solución del problema inverso
El problema inverso es la determinación de {\displaystyle s_{12}}, {\displaystyle \alpha _{1}} y {\displaystyle \alpha _{2}}, dadas las posiciones de {\displaystyle A} y de {\displaystyle B}. Esto se resuelve calculando {\displaystyle \beta _{1}} y {\displaystyle \beta _{2}} y determinando el gran círculo entre {\displaystyle (\beta _{1},\lambda _{1})} y {\displaystyle (\beta _{2},\lambda _{2})}.
Los azimuts esféricos se vuelven a etiquetar como {\displaystyle \gamma } (de {\displaystyle \alpha }). Por lo tanto, {\displaystyle \gamma _{0}}, {\displaystyle \gamma _{1}} y {\displaystyle \gamma _{2}} y los azimuts esféricos en el ecuador y en {\displaystyle A} y {\displaystyle B}. Los azimuts de los puntos finales de la gran elipse, {\displaystyle \alpha _{1}} y {\displaystyle \alpha _{2}}, se calculan a partir de {\displaystyle \gamma _{1}} y {\displaystyle \gamma _{2}}.
Los semiejes de la gran elipse se pueden encontrar utilizando el valor de {\displaystyle \gamma _{0}}.
También se determinan como parte de la solución del problema del gran círculo las longitudes de arco, {\displaystyle \sigma _{01}} y {\displaystyle \sigma _{02}}, medidas desde el cruce del ecuador hasta {\displaystyle A} y {\displaystyle B}. La distancia {\displaystyle s_{12}} se encuentra calculando la longitud de una porción del perímetro de la elipse utilizando la fórmula que da el arco meridiano en términos de latitud paramétrica. Al aplicar esta fórmula, se deben utilizar los semiejes para la gran elipse (en lugar de para el meridiano) y sustituir {\displaystyle \sigma _{01}} y {\displaystyle \sigma _{02}} por {\displaystyle \beta }.
La solución del problema directo, que determina la posición de {\displaystyle B} dados {\displaystyle A}, {\displaystyle \alpha _{1}} y {\displaystyle s_{12}}, se puede encontrar de manera similar (esto requiere, además, la fórmula de distancia inversa del meridiano). Esto también permite encontrar puntos de referencia (por ejemplo, una serie de puntos intermedios igualmente espaciados) en la solución del problema inverso.